# Hugo Huppert
Hugo Huppert (ur. 5 czerwca 1902 w Bielsku, zm. 25 marca 1982 w Wiedniu) – austriacki poeta, prozaik, eseista, krytyk literacki i tłumacz, sympatyk marksizmu, przez sporą część życia związany ze Związkiem Radzieckim.

## Życiorys
Huppert urodził się w niemieckojęzycznej rodzinie urzędników państwowych w Bielsku (dziś Bielsko-Biała) na Śląsku Austriackim. Już w wieku kilkunastu lat zainteresował się ideologią marksistowską. Od 1920 należał do wschodniośląskiego oddziału Ruchu Młodzieży Robotniczej, a w 1921 po rozpoczęciu studiów politologicznych na Uniwersytecie Wiedeńskim wstąpił do Komunistycznej Partii Austrii. Po uzyskaniu doktoratu pod okiem Hansa Kelsena w 1925 przeniósł się na paryską Sorbonę studiować socjologię. Nawiązał tam kontakt z m.in. Henrim Barbussem, Georges'em Duhamelem i Jeanem Cocteau.
W 1926 powrócił do Wiednia, po rewolcie lutowej (1927) trafił na krótko do więzienia, a następnie udał się do Moskwy, gdzie od marca 1928 do września 1932 pracował w Instytucie Marksa i Engelsa uczestnicząc w wydaniu Dzieł zebranych Marksa i Engelsa (Marx-Engels-Gesamtausgabe). W latach 1933–1935 studiował literaturę w Instytucie Czerwonej Profesury, gdzie poznał Maksyma Gorkiego. Jednocześnie intensywnie podróżował po ZSRR – w 1928 zwiedził Azję Środkową, na przełomie 1928 i 1929 północną Rosję i Karelię, w 1933 Ural i zachodnią Syberię, a w 1934 Ukrainę i Krym. W Moskwie zaprzyjaźnił się z Władimirem Majakowskim, którego najważniejsze utwory przełożył na język niemiecki. To zainspirowało Hupperta do opublikowania w 1940 pierwszych własnych wierszy.
Od 1934 pracował jako redaktor kulturalny wydawanego w Moskwie „Deutsche Zentral-Zeitung” („Niemiecka Centralna Gazeta”; organ niemieckiej sekcji Międzynarodówki Komunistycznej), a w 1936 został również zastępcą redaktora naczelnego „Internationalen Literatur – Deutsche Blätter” („Literatura Światowa – Karty Niemieckie”). W 1938, w dobie wielkiego terroru, był aresztowany przez NKWD i torturowany. Po roku opuścił więzienie i do 1941 był wykładowcą w Instytucie Literackim im. M. Gorkiego. Następnie do 1944 pracował dla administracji politycznej Armii Czerwonej, latem tego roku został osobistym sekretarzem Ilji Erenburga, potem zaś działał w Komitecie Narodowym Wolne Niemcy. Ponadto wykładał w tzw. antyfaszystowskich szkołach frontowych (Antifa-Schulen) dla niemieckich jeńców wojennych.
Od 1944 jako oficer Armii Czerwonej brał udział w zajmowaniu Rumunii, Węgier, Słowacji, a wreszcie Dolnej Austrii i samego Wiednia, dochodząc do stopnia majora. Po wojnie osiadł w austriackiej stolicy i w latach 1945–1949 pracował w redakcji „Österreichische Zeitung” („Gazeta Austriacka”). W 1949 został wezwany z powrotem do ZSRR (z powodu swojego związku z pewną Serbką) i zmuszony zamieszkać w Tbilisi; pozwolono mu jednak na podróże naukowe do republik nadbałtyckich. 4 kwietnia 1956, po XX Zjeździe KPZR i rozpoczęciu destalinizacji, powrócił do Wiednia, gdzie mieszkał aż do śmierci w 1982, poświęcając się twórczości literackiej.
Od 1946 Huppert należał do austriackiego oddziału PEN Clubu, z którego wykluczono go w 1957 za pozytywny stosunek do sowieckiej inwazji w celu stłumienia powstania na Węgrzech. Następnie wstąpił do oddziału wschodnioniemieckiego. W 1969 otrzymał od prezydenta Austrii za całokształt swej twórczości tytuł honorowy profesora. Był ponadto laureatem Nagrody im. Heinricha Heinego Ministerstwa Kultury NRD (1964), Nagrody Państwowej NRD (1967) i Nagrody Artystycznej NRD (1976), a także kawalerem Austriackiego Medalu Nauki i Sztuki I Klasy (1977).

## Twórczość

### Poezja
- 1940: Ojczyzna (Vaterland)
- 1941: Pory roku (Jahreszeiten)
- 1945: Zbawiciel Dachau (Der Heiland von Dachau)
- 1954: Gruziński kij (Georgischer Wanderstab)
- 1962: Wzdłuż i wszerz. Wiersze z 30 lat (Landauf, landab. Gedichte aus 30 Jahren)
- 1968: Logarytm radości (Logarithmus der Freude)
- 1970: Spojrzenie Andrego (Andre Bewandtnis)
- 1974: Kwadrat we wstecznym lusterku. Wiersze z 40 lat (Quadrat im Rückspiegel. Gedichte aus 40 Jahren)
- 1981: Wiedeń lokalnie. Wiersze i teksty poetyckie (Wien örtlich. Gedichte und lyrische Texte)
- 1981: Wskazówki czyli Pełnia na życzenie (Indizien oder Vollmond auf Bestellung)

### Proza i eseje
- 1934: Syberyjska drużyna (Sibirische Mannschaft)
- 1938: Flagi i skrzydła (Flaggen und Flügel)
- 1949: Jutro do zdobycia. Studia Austriaka w Kraju Rad (Den morgigen Tag zu erschliessen. Studien eines Österreichers im Sowjetland)
- 1961: Zdrowiusieńki kraj. Austriak pozdrawia NRD (Kerngesundes Land. Ein Österreicher grüsst die DDR)
- 1963: Monety w studni. Doświadczone Włochy (Münzen im Brunnen. Erlebtes Italien)
- 1973: Myśleć i działać. Uwagi do poetyki (Sinnen und Trachten. Anmerkungen zur Poetologie)
- 1976: Uchylone drzwi. Raport młodzieży (Die angelehnte Tür. Bericht von einer Jugend)
- 1976: Niecierpliwość wieku. Wspomnienia o Majakowskim (Ungeduld des Jahrhunderts. Erinnerungen an Majakowski)
- 1977: Zegar ścienny na pierwszym planie. Stacje życia (Wanduhr im Vordergrund. Stationen eines Lebens)
- 1979: Sobowtór w szachu. Próby czasu dojrzewania (Schach dem Doppelgänger. Anläufe der Reifezeit)

### Tłumaczenia
- 1940: większość wierszy i innych utworów Władimira Majakowskiego
- 1943: Pieśń o dwudziestu ośmiu gwardzistach Nikołaja Tichonowa
- 1950: Przyjaciele i wrogowie Konstantina Simonowa
- 1955: Rycerz w tygrysiej skórze Szoty Rustawelego
- 1963: Parabola Andrieja Wozniesienskiego
- 1966: Wasilij Tiorkin. Księga żołnierzy Aleksandra Twardowskiego